# 2667 Oikawa
2667 Oikawa eller 1967 UO är en asteroid i huvudbältet, som upptäcktes 30 oktober 1967 av den tjeckiske astronomen Luboš Kohoutek vid Bergedorf-observatoriet. Den har fått sitt namn efter den japanske astronomen Okuro Oikawa.
Asteroiden har en diameter på ungefär 21 kilometer och den tillhör asteroidgruppen Themis.